# ホームプロ
株式会社ホームプロ（英: HOMEPRO CO.,LTD.）は、東京都港区芝浦に本社を置く、インターネットを活用したリフォームやリノベーションなど住まい関連サービスの仲介をする会社。

## 概要
株式会社リクルートが100％出資する株式会社ホームプロ（本社：東京都港区芝浦）が運営する。利用者は匿名のまま、希望のリフォーム内容を入力すれば、独自の審査を通過したリフォーム会社のうち対応可能な会社から回答が届く逆入札での紹介方式を特長とする。
2001年2月、国内初のリフォーム会社紹介サイトとしてサービスを開始し、現在一般の累計利用会員数は100万人（2023年10月）。2024年3月現在、全国47都道府県でリフォーム会社を紹介するサービスを展開している。

## 沿革
- 2001年2月 	大阪ガスの社内ベンチャーとして国内初のリフォーム会社紹介サービスを開始（サービス提供エリア：関西圏）
- 2001年4月 	東京事務所を飯田橋に開設
- 2001年6月 	首都圏でのサービス開始
- 2001年7月 	中部圏でのサービス開始
- 2001年11月 	株式会社ホームプロとして独立（大阪ガス100％出資のオージーキャピタル、NTT東日本・NTT西日本が出資）[5]
- 2002年9月 	広島・山口・福岡でのサービス開始
- 2004年2月 	岡山でのサービス開始
- 2006年2月 	富山・石川でのサービス開始
- 2006年3月	株式会社リクルートが株主に参加（株主：リクルート、オージーキャピタル、NTT西日本、NTT東日本）[6]
- 2006年5月 	宮城・新潟でのサービス開始
- 2006年9月 	北海道でのサービス開始
- 2007年9月 	工事完成保証サービスを開始
- 2010年3月 	群馬・長野・佐賀でサービスを開始
- 2012年1月 	山梨・福井・大分でサービスを開始
- 2012年2月 	岩手・愛媛・熊本・鹿児島でサービスを開始
- 2012年3月 	徳島・香川でサービスを開始
- 2012年4月 	青森・福島・鳥取・長崎・宮崎でサービスを開始
- 2012年5月 	秋田・山形でサービスを開始
- 2012年6月 	島根・高知でサービスを開始
- 2012年7月 	沖縄でサービスを開始
- 2021年3月 	株式会社リクルートの100%子会社化

## 受賞歴
- 2015年2月 	経済産業省 平成26年度「先進的なリフォーム事業者表彰」受賞[7]
- 2015年10月 	株式会社リフォーム産業新聞社 「リフォームマッチングサイトランキング」 利用者数第1位獲得(7年連続)
- 2017年2月 	株式会社リフォーム産業新聞社 「リフォームマッチングサイトランキング」 利用者数第1位獲得(8年連続)
- 2018年2月 	株式会社リフォーム産業新聞社 「リフォームマッチングサイトランキング」 利用者数第1位獲得(9年連続)
- 2019年2月 	株式会社リフォーム産業新聞社 「リフォームマッチングサイト 選び方＆ランキング2019」 利用者数第1位獲得(10年連続)[8]

## 外部サイト
- ホームプロ